# Manfred Gurlitt

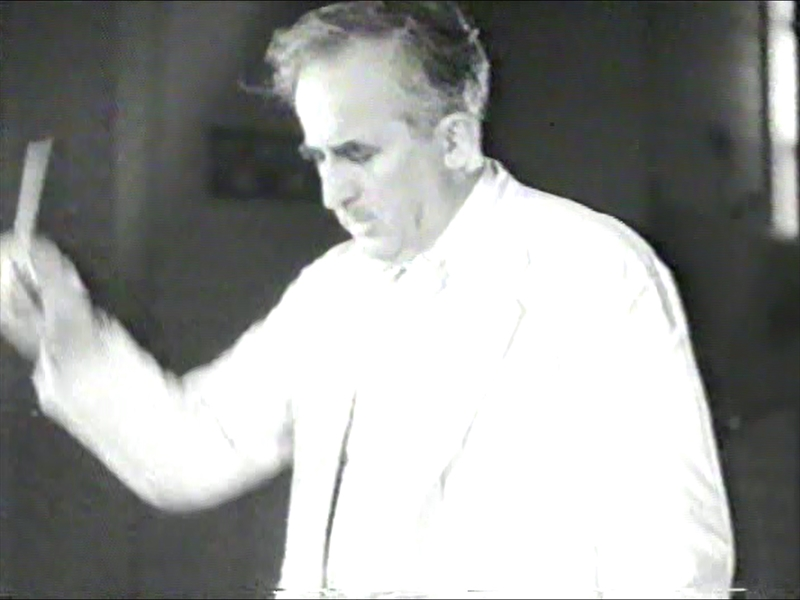
Manfred Gurlitt 1951

Manfred Gurlitt (geboren 6. September 1890 in Berlin; gestorben 29. April 1972 in Tokio) war ein deutscher Komponist und Dirigent. Er wurde vorrangig durch seine Opern bekannt.

## Leben
Manfred Gurlitt war der Sohn von Willi Waldecker, dem Geschäftsführer des Kunsthändlers Fritz Gurlitt, und dessen Frau Annarella Gurlitt, geb. Imhof (1856–1935). Manfred Gurlitts älterer Halbbruder Wolfgang Gurlitt war Kunsthändler. Kurz nach dem Tod Fritz Gurlitts († 1893) heiratete Waldecker Annarella Gurlitt.

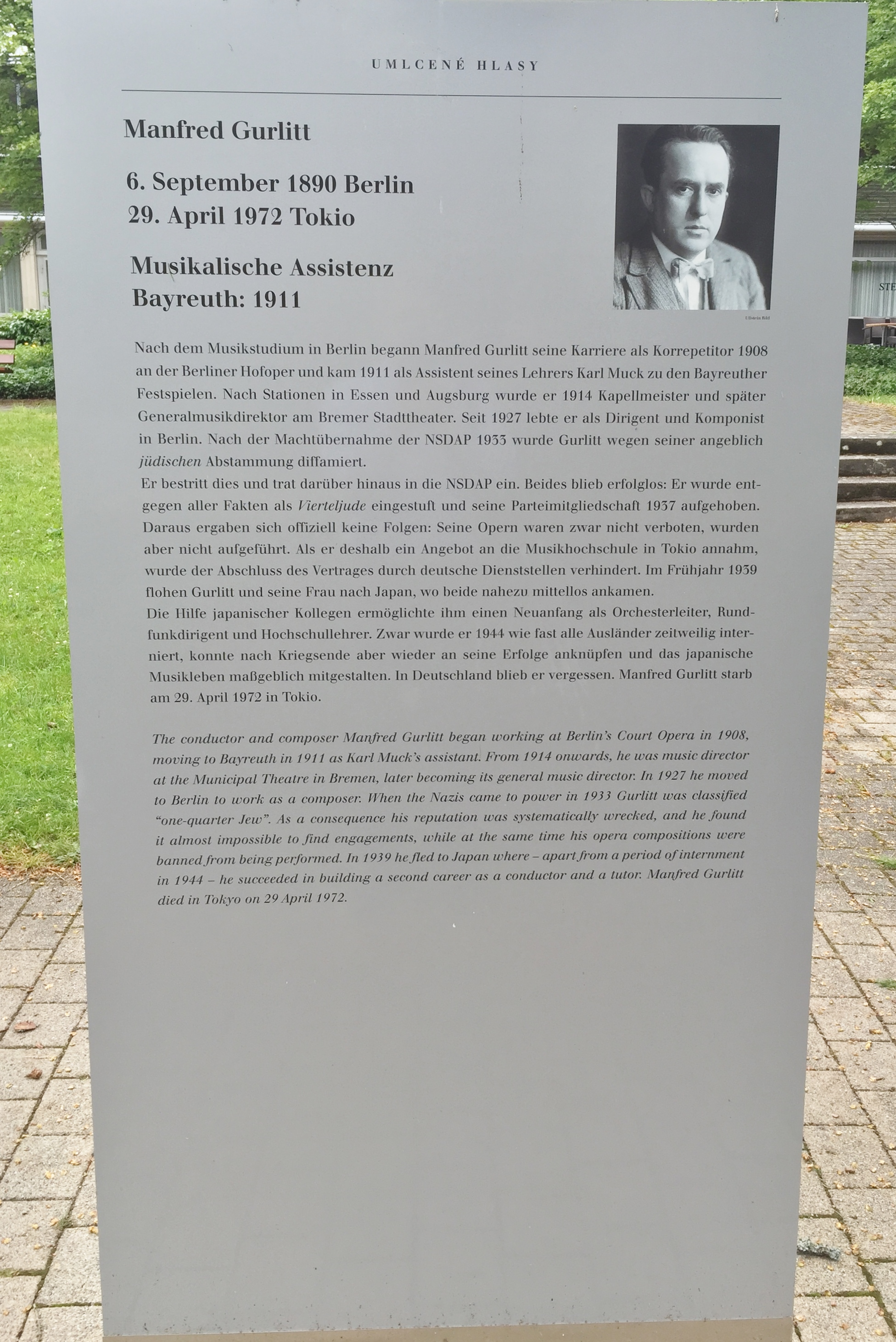
Gedenktafel für Manfred Gurlitt in Bayreuth

Nach dem Besuch des Königlichen Wilhelms-Gymnasiums in Berlin studierte Gurlitt ab 1907 in seiner Heimatstadt Musiktheorie bei Hans Hermann und Hugo Kaun, Klavier bei Moritz Mayer-Mahr und Rudolf Maria Breithaupt sowie Komposition bei Engelbert Humperdinck. Als Dirigent nahm er sich Karl Muck zum Vorbild, den er 1911 als Assistent zu den Bayreuther Festspielen begleitete.
Von 1908 bis 1910 sammelte er erste Erfahrungen als Korrepetitor an der Berliner Hofoper. 1911 war er Theater-Kapellmeister in Essen, 1912/13 Kapellmeister in Augsburg und 1914 bis 1927 erster Kapellmeister am Stadttheater in Bremen. Er gründete dort 1920 die „Gesellschaft für Neue Musik“ und leitete sie. 1924 erfolgte seine Ernennung zum Generalmusikdirektor in Bremen. Dort gelangten zwei seiner Opern zur Uraufführung: 1920 Die Heilige nach einem Theatertext von Carl Hauptmann, mit Maria Bernhard-Ulbrich in der Titelpartie, Elsa Jülich de Vogt, Maria Hartow, Carl Stralendorf und Georg Becker als Rezitator. 1926 wurde seine Oper Wozzeck nach Georg Büchner uraufgeführt. Anfang 1927 wechselte er nach Berlin, wo er ab 1928 als Gastdirigent an der Staatsoper und beim Rundfunk arbeitete. Er machte zahlreiche Schallplattenaufnahmen für die Deutsche Grammophon Gesellschaft und die Odeon. Seine Behauptung, er habe in den dreißiger Jahren eine Professur an der Musikhochschule Berlin innegehabt, ist nicht belegt.
Nach der Machtergreifung der Nationalsozialisten trat Gurlitt zum 1. Mai 1933 der NSDAP bei, die Mitgliedschaft wurde aber aufgrund jüdischer Herkunft am 3. Mai 1937 für nichtig erklärt. Zunehmend betätigte er sich als Gastdirigent im Ausland, so 1938 an der Wiener Staatsoper. Schließlich emigrierte er 1939 nach Japan. In Tokio wirkte er als Opern-, Konzert- und Rundfunkdirigent, gleichzeitig lehrte er an der Kaiserlichen Musikakademie. Er wurde aber auch dort auf Veranlassung der Nationalsozialisten bedrängt und 1942 von der Regierung bis Kriegsende entlassen. Für eine englischsprachige Zeitung verfasste er nun Musikkritiken. 1953 gründete er die „Gurlitt Opera Company“ mit dem Ziel, europäisches Opernrepertoire dem japanischen Publikum bekannt zu machen. Bemühungen, nach dem Krieg wieder in Deutschland Fuß zu fassen, schlugen fehl. 1969 wurde er zum Professor an die Showa-Hochschule für Musik in Tokio berufen. Drei Jahre später starb er.
1973 stiftete seine vierte Frau, die Opernsängerin Hisako Gurlitt geborene Hidaka, ein Manfred-Gurlitt-Stipendium für die Showa-Hochschule.

## Werke

### Bühnenwerke
- Die Insel. Musik zu Herbert Eulenbergs Drama (1918)
- Die Heilige. Musikalische Legende in 3 Vorgängen nach Carl Hauptmann
 21. Januar 1920 Bremen
- Wozzeck. Musikalische Tragödie 18 Szenen, 1 Epilog op. 16 nach Georg Büchner
 21. April 1926 Bremen
- Soldaten. Oper in 3 Akten nach Jakob Michael Reinhold Lenz
 9. November 1930 Düsseldorf (Intendanz Walter Bruno Iltz, Dirigent: Jascha Horenstein)
- Nana. Oper 4 Akte (1931/32) nach Émile Zola / Max Brod
 16. April 1958 Dortmund (vor der festgesetzten Uraufführung 1933 in Mannheim verboten, Einstudierung und Gesamtaufnahme im Theater Erfurt unter Enrico Calesso)
- Seguidilla Bolero (Nächtlicher Spuk). Oper in 3 Akten (1934–1936) nach Paul Knudsen
- Warum (Feliza). Oper 1 Vorspiel, 4 Akte, Nachspiel (1934–1936/1942–1945)
 Libretto vom Komponisten
- Nordische Ballade. Oper 4 Akte (1934/44) nach Selma Lagerlöf / Manfred Gurlitt
 4. Mai 2003 Trier
- Wir schreiten aus. Märchen-Drama (1945/1958, unvollendet)
 Libretto vom Komponisten

### Orchesterwerke
- Sinfonische Musik für großes Orchester (1922)
- Klavierkonzert A-Dur (Kammerkonzert Nr. 1) op. 20 (1927
- Kammerkonzert Nr. 2 für Violine A-Dur (1929)
- Konzert F-Dur für Violine und Orchester (1934)
- Cellokonzert F-Dur (1937–38)
- Goya-Sinfonie (1938–39)
- Nobutoki-Variationen
- 3 politische Reden für Bariton, Männerchor und großes Orchester (1946–47)
- Vier dramatische Gesänge für Sopran und Orchester (1950–51)
- Shakespeare-Sinfonie für Sopran, Mezzosopran, Alt, Bariton, Bass, Bassbuffo ad lib. und Orchester (1952–54)

### Kammermusik
- Klavierquintett (1912)
- Klaviersonate (1913)
- Liedvertonungen mit Kammerorchester (1923 und 1925)

## Einspielungen
- Wozzeck, Roland Hermann, Celina Lindsley, Anton Scharinger, Robert Wörle, Endrik Wottrich, Deutsches Symphonie-Orchester Berlin, Gerd Albrecht, Capriccio 1993.
- Soldaten, Michael Burt, Michelle Breedt, Claudia Barainsky, Katherina Müller, Thomas Mohr, Thomas Harper, Urban Malmberg, Celina Lindsley, Robert Wörle, Rundfunkchor Berlin, Deutsches SO Berlin, Gerd Albrecht, Orfeo 1998.
- Nana, Peter Schöne, Ilia Papandreou, Dario Süß, Julia Neumann, Opernchor Erfurt, Philharmonisches Orchester Erfurt, Enrico Calesso, Crystal 2010.
- Goya-Symphonie, Christiane Oelze, Rundfunk-Sinfonieorchester Berlin, Antony Beaumont, Crystal 2007.

## Auszeichnungen
- 1957: Verdienstkreuz 1. Klasse des Verdienstordens der Bundesrepublik Deutschland